# Маланда, Жуниор
Берна́р Мала́нда-Адже́ (фр. Bernard Malanda-Adje), более известный как Жуниор Маланда (фр. Junior Malanda; 28 августа 1994, Брюссель, Бельгия — 10 января 2015, Порта-Вестфалика, Северный Рейн-Вестфалия) — бельгийский футболист, выступал за «Зюлте-Варегем» и «Вольфсбург».

## Клубная карьера
Маланда занимался футболом в академиях «Брюсселя», «Андерлехта» и французского «Лилля». В 2011 году он провёл сезон, выступая за резервную команду. Летом 2012 года Жуниор вернулся на родину, где подписал соглашение с «Зюлте-Варегем». Сумма трансфера составила 150 тыс. евро. 5 августа в матче против «Гента» он дебютировал в Жюпиле лиге. 16 декабря в поединке против «Генка» Маланда забил свой первый гол за команду. Он помог клубу завоевать серебряные медали чемпионата.
Летом 2013 года Жуниор перешёл в немецкий «Вольфсбург». Маланда сразу же был отдан в аренду своему бывшему клубу для получения игровой практики. Зимой 2014 года аренда закончилась и Жуниор присоединился к волкам. 8 февраля в матче против «Майнц 05» он дебютировал в Бундеслиге. 25 марта в игре против бременского «Вердера» Маланда забил свой первый гол в чемпионате Германии.

## Карьера в сборной
С 2009 года Маланда выступал за сборные Бельгии различных возрастов.

## Гибель
Авария произошла 10 января 2015 года в 15:35 по местному времени, на трассе недалеко от немецкого города Порта-Вестфалика. По информации полиции, водитель автомобиля Volkswagen Touareg превысил скорость (20-летний Маланда находился на заднем сиденье). В условиях проливного дождя машину занесло, она перелетела ограждение и врезалась в дерево, опрокинувшись на крышу.
Игрока выбросило из автомобиля. По данным полиции, он погиб на месте. Два других человека, находившихся в машине — водитель и пассажир — получили серьезные травмы и были госпитализированы.

## Достижения
Командные
 «Вольфсбург»
- Обладатель Кубка Германии — 2014/15